# Crackdown 3
Crackdown 3 es un videojuego de acción-aventura y mundo abierto para Microsoft Windows y Xbox One con desarrollo dirigido por el desarrollador británico Reagent Games, un estudio liderado por David Jones, director de Realtime Worlds, y publicado por Microsoft Studios. Continuando la serie siete años después del lanzamiento del videojuego de Xbox 360 Crackdown 2, el tercer título se centra en la destrucción de escala masiva de Microsoft Azure que permite destruir todo en el juego.

## Jugabilidad
En gran medida de retención de los elementos sandbox de los juegos anteriores, Crackdown 3 contará con ambientes destructibles que pueden ser activados por los jugadores.

## Desarrollo
El juego fue anunciado en la conferencia de prensa de Microsoft en la Electronic Entertainment Expo 2014 en junio de 2014, como una exclusiva de Xbox One. Mientras que el juego estaba todavía en una etapa temprana en el momento de su revelación, el Phil Spencer de Microsoft dijo que el título vino de las charlas con Dave Jones que, después de dejar Realtime Worlds, ensambló Cloudgine, compañía del software que está desarrollando la tecnología permitiendo a reveladores del juego Para aprovechar las características de cloud computing. Cloudgine se había rumoreado que era una parte fundamental del software Xbox One, con su software utilizado en una demostración de tecnología en una conferencia de desarrolladores de Microsoft en abril de 2014, lo que demuestra el uso de la computación en la nube para acelerar el modelado de la física y la prestación de una forma totalmente ambientable y destructible de la ciudad. Spencer reveló que el mundo de demostración fue el inicio de este nuevo título de Crackdown, con la habilidad de destruir cualquier parte de la ciudad que se espera que sea llevado al juego final. Según Spencer, Cloudgine ayudará a desarrollar el motor central, mientras que Reagent Games, un estudio ubicado cerca de Cloudgine, desarrollará el juego y los activos artísticos para el juego. El director creativo de Microsoft Studios, Ken Lobb, afirmó que el juego sólo se llamará Crackdown en lugar de Crackdown 3, indicando que el juego se establece en el futuro del primer juego, pero representa una línea de tiempo alternativa de lo que Crackdown 2 proporcionó.
El juego se reveló oficialmente como Crackdown 3 durante la conferencia de prensa de Microsoft Gamescom 2015 el 4 de agosto de 2015. El foco en la destrucción en tiempo real de la nube se demostró por primera vez allí, y Jones dijo que la tecnología de Cloud Computing de Microsoft proporciona 20 veces más poder que jugar el juego en la consola Xbox One. Debido a la dependencia del juego de Microsoft Azure para el motor de destrucción, la destrucción a escala completa sólo estará disponible en los modos multijugador en línea del juego, mientras que el modo de campaña, independientemente del número de jugadores, sólo tendrá acceso a un grado limitado de destrucción. 